# Mark Davis (dirigente di football americano)
Mark M Davis (Brooklyn, 18 maggio 1955) è un dirigente d'azienda statunitense.
È il proprietario di maggioranza dei Las Vegas Raiders della National Football League (NFL). All'ottobre 2015, la fortuna di Davis è stimata in 500 milioni di dollari.

## Biografia
Davis ha ereditato la squadra alla morte del padre, Al Davis, nel 2011. Davis e la madre, Carol, detengono il 47% dei Raiders, che sono strutturati in modo da dargli il controllo.
Davis ha assunto il controllo della squadra Raiders verso la fine dell'accordo con l'Oakland Coliseum, una struttura risalente al 1965 e con diversi problemi legati all'età. I Raiders erano rimasti l'ultima squadra a condividere il proprio stadio con un club della Major League Baseball, una nota dolente per entrambe le leghe. Non avendo trovato un accordo con la città di Oakland per finanziare un nuovo stadio, nel 2020 i Raiders si sono trasferiti a Las Vegas.